# Elisabet Amàlia de Hessen-Darmstadt
Elisabet Amàlia de Hessen-Darmstadt (Darmstadt, Kurpfalz, 20 de març de 1635 - Neuburg del Danubi, 4 d'agost de 1709). Era la tercera filla del landgravi Jordi II de Hessen-Darmstadt (1605 – 1661) i de Sofia Elionor de Saxònia (1609 – 1671). Era princesa de la casa de Hessen-Darmstadt i per raó del seu casament esdevingué duquessa del Palatinat, de Jülich i de Berg i després electora palatina. Inicialment de tradició luterana, es convertí al catolicisme. Va viure primer a Dusseldorf, on contribuí al manteniment i creació de diverses esglésies i monestirs i més tard es retirà a Neuburg del Danubi on va viure fins a la seva mort.

## Matrimoni i fills
El dia 3 de setembre de 1653 es casà a Langenschwalbach amb el comte palatí i duc Felip Guillem de Neuburg (1615-1690), fill del duc Wolfgang Guillem I del Palatinat-Neuburg (1578-1653) i de la princesa Magdalena de Baviera (1587-1628). La parella tingué setze fills:
- SA la princesa Elionor del Palatinat-Neuburg, nada el 1655 a Düsseldorf i morta el 1720 a Viena. Es casà el 1676 amb l'emperador Leopold I, emperador romanogermànic (1640 – 1705).
- SA la princesa Maria Adelaida del Palatinat-Neuburg, nada a Düsseldorf el 1656.
- SA la princesa Sofia Elisabet del Palatinat-Neuburg, nada a Düsseldorf el 1657 i morta un any després.
- SM l'elector Joan Guillem I, elector palatí, nat a Düsseldorf el 1658 i mort a Düsseldorf el 1716. Es casà en primeres núpcies amb l'arxiduquessa Maria Anna d'Àustria (1654 – 1689), i en segones núpcies amb la princesa Anna Maria de Medici (1667 – 1743).
- SA el príncep Wolfgang Jordi del Palatinat-Neuburg, nat a Düsseldorf el 1659 i mort a Colònia el 1683. Bisbe de Colònia
- SA el príncep Lluís Antoni del Palatinat-Neuburg, nat a Düsseldorf el 1660 i mort a Wörms el 1694. Bisbe de Wörms.
- SM l'elector Carles III Felip del Palatinat-Neuburg, nat a Neuburg an der Donau el 1661 i mort a Mannheim el 1742. Es casà a Berlín amb la princesa Lluïsa Carolina Radziwill (1667 – 1695). En segones núpcies a Cracòvia amb la princesa Teresa Carolina Lubomirska (1683 – 1712). I, en terceres núpcies, amb la duquessa Violant Maria de Thurn und Taxis (1683 – 1734).
- SA el príncep Alexandre Segimon del Palatinat-Neuburg, nat a Neuburg an der Donau el 1663 i mort a Augsburg el 1737. Príncep-bisbe d'Augsburg.
- SA el príncep Francesc Lluís del Palatinat-Neuburg, nat a Neuburg an der Donau el 1664 i mort a Breslau el 1735. Bisbe elector de Teveris i Magúncia.
- SA el príncep Frederic Guillem del Palatinat-Neuburg, nat a Neuburg an der Donau el 1665 i mort el 1689.
- SA la princesa Maria Sofia del Palatinat-Neuburg, nada a Neuburg an der Donau el 1666 i morta a Lisboa el 1699. Es casà l'any 1687 a Lisboa amb el rei Pere II de Portugal.
- SA la princesa Marianna del Palatinat-Neuburg, nada al Castell de Benrath el 1667 i morta a Viena el 1740. Es casà a Madrid el 1689 amb el rei Carles II d'Espanya.
- SA el príncep Felip Guillem del Palatinat-Neuburg, nat a Neuburg an der Donau el 1668 i mort a Reichstadt (Bohèmia) el 1693. Es casà amb la princesa Anna Maria Saxònia-Laueburg (1672 – 1741).
- SA la princesa Dorotea Sofia del Palatinat-Neuburg, nada a Neuburg an der Donau el 1670 i morta a Parma el 1748. Es casà en primeres núpcies amb Odoard II Farnese i en segones núpcies amb el duc Francesc I de Parma.
- SA la princesa Elisabet Amàlia del Palatinat-Neuburg, nada a Neuburg an der Donau el 1673 i morta el 1722 a Breslau el 1722. Es casà amb el príncep Jaume Lluís Sobieski.
- SA la princesa Leopoldina Elionor del Palatinat-Neuburg, nada a Neuburg an der Donau el 1679 i morta a Neuburg an der Donau el 1693. El 1692 es casà amb l'elector Maximilià II Manuel de Baviera.